# Samuel Inkoom
Samuel Inkoom (ur. 1 czerwca 1989 w Sekondi-Takoradi, Ghana) – ghański piłkarz, grający na pozycji obrońcy, reprezentant Ghany.

## Kariera piłkarska

### Kariera klubowa
Inkoom lata juniorskie spędził w klubach S.C. Adelaide i Sekondi Hasaacas. W 2006 został przesunięty do pierwszego składu Hasaacas. 1 stycznia 2008 przeszedł do Asante Kotoko, a w lecie 2008 był bliski przejścia do FC Barcelony. 26 kwietnia 2009 za 700 tys. USD został kupiony przez szwajcarskie FC Basel, w którym zadebiutował 12 lipca w przegranym 0-2 meczu z FC St. Gallen na AFG Arena. W styczniu 2011 za 10 mln USD przeszedł do drużyny Dnipro Dniepropetrowsk. Przez konflikt z trenerem 31 stycznia 2013 roku został wypożyczony do końca sezonu do francuskiego SC Bastia. 6 stycznia 2014 piłkarz został wypożyczony do Plataniasu. 4 września 2014 roku za obopólną zgodą kontrakt został anulowany, a już 6 września został piłkarzem D.C. United. W 2015 przeszedł do Boavista FC. Na początku stycznia 2016 przeniósł się do tureckiego klubu Antalyaspor. W 2017 bronił barw bułgarskiego klubu Wereja Stara Zagora.
W dniu 23 czerwca 2017 roku Bułgarski Związek Piłki Nożnej został zawieszony na okres jednego roku od daty otrzymania przez FIFA powiadomienia prawnego, za wyrządzenie szkody nieruchomości na 65 316 USD podczas gry dla D.C. United.
19 stycznia 2019 po odbyciu kary piłkarz podpisał kontrakt z klubem Dunaw Ruse. 7 lutego 2020 podpisał kontrakt z SK Samtredia.

### Kariera reprezentacyjna
Inkoom występował przez kilka lat w reprezentacji młodzieżowej. W Reprezentacji Ghany zadebiutował 20 listopada 2008 przeciwko Tunezji.

## Sukcesy i odznaczenia

### Sukcesy klubowe
- mistrz Szwajcarii: 2010
- wicemistrz Pucharu Szwajcarii: 2010

### Sukcesy reprezentacyjne
- mistrz Afryki U-20: 2009
- mistrz Świata U-20: 2009
- finalista Pucharu Narodów Afryki: 2010
- ćwierćfinalista Mistrzostw Świata: 2010